# Houby vřeckovýtrusné

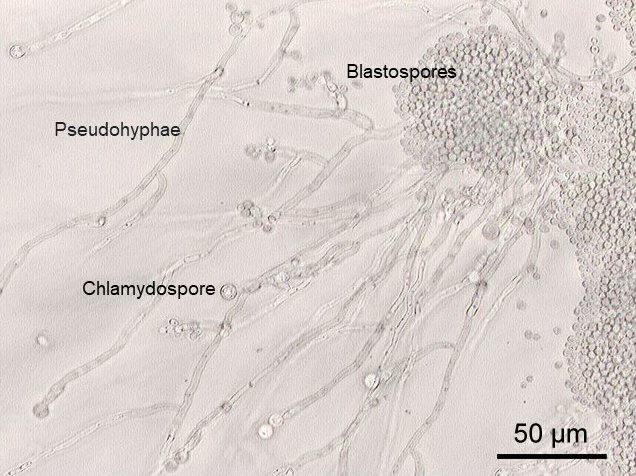
Candida albicans, parazitická kvasinka

Vřeckovýtrusné houby čili askomycety jsou druhově nejpočetnějším oddělením hub obsahujícím cca 60 000 druhů. S výjimkou kvasinek mají téměř všichni zástupci dobře vyvinuté článkované podhoubí. V přehrádkách mezi jednotlivými buňkami podhoubí jsou otvory umožňující přechod cytoplazmy i buněčných jader. Charakteristickým znakem vřeckovýtrusných hub je tvorba pohlavních orgánů a specializovaných jednobuněčných sporangií, nejčastěji kyjovitého tvaru – vřecek.
Vřecko obvykle obsahuje osm výtrusů zvaných askospory a otvírá se nejčastěji víčkem nebo štěrbinou. U vývojově starších druhů vznikají vřecka na konci hyf, u vývojově novějších vytvářejí výtrusorodou vrstvu na povrchu nebo uvnitř plodnic.

## Rozmnožování
Vřeckovýtrusné houby se rozmnožují pohlavně i nepohlavně, ale u některých druhů (například štětičkovec) nebyl pohlavní způsob rozmnožování zjištěn.
V klasickém schématu vřeckovýtrusných hub převažuje haploidní hyfovité (vláknité) stadium. Tato vlákna mají v každé buňce jen jednu kopii genetické informace. Za určitých okolností vznikají na hyfě mnohojaderné pohlavní útvary (gametangia), obvykle větší (samičí) a menší (samčí). Po kopulaci těchto orgánů vzniká mycelium (podhoubí), které je dikaryotické (v každé buňce má dvě jádra). Ve srovnání se stopkovýtrusnými houbami existuje pouze po krátkou dobu. Z dikaryotického mycelia se tvoří vřecka, zároveň dochází ke karyogamii (splývání jader). U některých druhů roste plodnice, u jiných vznikají pouze samostatná vřecka. V každém vřecku postupně proběhne meióza, díky níž vzniká určitý počet spor – nejčastěji osm, řidčeji pak násobek osmi. Z těchto spor vyrůstá opět haploidní jednojaderné podhoubí a životní cyklus se vrací na začátek.
Mimo to jsou vřeckovýtrusné houby schopné tvořit i nepohlavní výtrusy (konidie), a to i po velmi dlouhou dobu ve stadiu haploidního mycelia.

## Systém
Systém se několikrát změnil. Studie AFTOL z roku 2007 řadí mezi vřeckovýtrusé houby tyto podkmeny: (viz také BioLib)
- Taphrinomycotina – třídy Taphrinomycetes, Neolectomycetes, Pneumocystidomycetes, Schizosaccharomycetes
- Saccharomycotina – „pravé kvasinky“, řád kvasinkotvaré
- Pezizomycotina – „pravé vřeckovýtrusné“, velké množství tříd (všechny ostatní)

## Příklady zástupců
- Kvasinky – většina
- Smrž
- Lanýž